# هلنا هودووا
هلنا هودووا (چکی: Helena Houdová؛ زادهٔ ۲۷ دسامبر ۱۹۷۹) مدل اهل جمهوری چک است.